# Världsmästerskapen i alpin skidsport 2007
Världsmästerskapen i alpin skidsport 2007 avgjordes i centrala Åre i Jämtland, Sverige, under perioden 3–18 februari år 2007 och arrangerades av "VM-bolaget". Arrangörsort utsågs av Internationella Skidförbundet vid en omröstning i Slovenien den 6 juni 2002. Åre slog i omröstningen först ut Lillehammer i Norge och sedan Val d'Isere i Frankrike. Det var andra gången världsmästerskapen i alpin skidsport arrangerades i Åre; första gången var 1954.

## Mästerskapens storlek
Världsmästerskapen i alpin skidsport 2007 blev det största vintersportevenemanget som hållits i Sverige med 60 deltagande nationer och 350 tävlande. Till evenemanget krävdes 1600 funktionärer och det TV-sändes till 563 miljoner tittare i 24 länder. Evenemanget omsatte 330 miljoner svenska kronor. Medaljceremonierna hölls på Åre torg (blev totalt sju svenska medaljer, varav tre guld), och invigningen utanför Holiday Club vid Åresjön.

### Tävlingsarenan
Tävlingsarenan på det då nyupprustade/ombyggda så kallade VM-området (före detta Olympiaområdet) längs den då nybyggda telemixliften VM8:an består av nedfarterna Gästrappet, Lundsrappet, Störtloppet samt det till evenemanget nybyggda VM-Störtloppet. 

## Program
På grund av kraftig snöstorm de tre första dagarna tvingades många av de planerade tävlingarna bli uppskjutna tills vädret stabiliserats, som därefter följdes av ett långvarigt högtryck under resten av arrangemanget.
| Dag     | Datum       | Tid           | Gren                                      |
| ------- | ----------- | ------------- | ----------------------------------------- |
| Fredag  | 2 februari  | 19.00         | Öppningsceremoni                          |
| Lördag  | 3 februari  | 12.30         | Super-G Herrar (uppskjuten till måndag)   |
| Söndag  | 4 februari  | 12.30         | Super-G Damer (uppskjuten till tisdag)    |
| Måndag  | 5 februari  | 12.30         | Super-G Herrar (uppskjuten till tisdag)   |
| Tisdag  | 6 februari  | 10.00         | Super-G Herrar                            |
|         |             | 12.30         | Super-G Damer                             |
| Onsdag  | 7 februari  |               | Störtloppsträning Herrar & Damer          |
| Torsdag | 8 februari  | 12.30 / 16.00 | Superkombination Herrar                   |
| Fredag  | 9 februari  | 12.30 / 16.00 | Superkombination Damer                    |
| Lördag  | 10 februari | 12.30         | Störtlopp Herrar (uppskjuten till söndag) |
| Söndag  | 11 februari | 10.00         | Störtlopp Herrar                          |
|         |             | 12.30         | Störtlopp Damer                           |
| Måndag  | 12 februari |               | (reservdag)                               |
| Tisdag  | 13 februari | 17.00 / 20.00 | Storslalom Damer                          |
| Onsdag  | 14 februari | 10.00 / 13.00 | Storslalom Herrar                         |
| Torsdag | 15 februari |               | (reservdag)                               |
| Fredag  | 16 februari | 17.00 / 20.00 | Slalom Damer                              |
| Lördag  | 17 februari | 10.00 / 13.00 | Slalom Herrar                             |
| Söndag  | 18 februari | 10.00 / 13.00 | Nationstävling                            |

## Resultat Damer

### Super G
Datum: 6 februari (uppskjutet från 4 februari)

| Placering | Land | Namn           | Tid     |
| --------- | ---- | -------------- | ------- |
| 1         | SWE  | Anja Pärson    | 1.18,85 |
| 2         | USA  | Lindsey Kildow | 1.19,17 |
| 3         | AUT  | Renate Götschl | 1.19,38 |
| 4         | AUT  | Nicole Hosp    | 1.19,44 |
|           | CAN  | Britt Janyk    | 1.19,44 |
| 6         | USA  | Julia Mancuso  | 1.19,63 |

### Kombination
Datum: 9 februari
| Placering | Land      | Namn            | Tid störtlopp | Tid slalom | Tid total |
| --------- | --------- | --------------- | ------------- | ---------- | --------- |
| 1         | Sverige   | Anja Pärson     | 1.11,00       | 46,69      | 1.57,69   |
| 2         | USA       | Julia Mancuso   | 1.11,95       | 46,55      | 1.58,50   |
| 3         | Österrike | Marlies Schild  | 1.12,91       | 45,63      | 1.58,54   |
| 4         | Tjeckien  | Šárka Záhrobská | 1.12,95       | 45,79      | 1.58,74   |
| 5         | Österrike | Kathrin Zettel  | 1.13,23       | 46,37      | 1.59,60   |
| 6         | Österrike | Nicole Hosp     | 1.12,22       | 47,69      | 1.59,91   |

### Störtlopp
Datum: 11 februari

| Placering | Land      | Namn            | Tid     |
| --------- | --------- | --------------- | ------- |
| 1         | Sverige   | Anja Pärson     | 1:26.89 |
| 2         | USA       | Lindsey Kildow  | 1:27.29 |
| 3         | Österrike | Nicole Hosp     | 1:27.37 |
| 4         | Schweiz   | Nadia Styger    | 1:27.82 |
| 5         | Schweiz   | Dominique Gisin | 1:27.88 |
| 6         | Sverige   | Nike Bent       | 1:27.93 |

### Storslalom
Datum: 13 februari

| Placering | Land      | Namn                  | Tid     |
| --------- | --------- | --------------------- | ------- |
| 1         | Österrike | Nicole Hosp           | 2:31.72 |
| 2         | Sverige   | Maria Pietilä-Holmner | 2:32.57 |
| 3         | Italien   | Denise Karbon         | 2:32.69 |
| 4         | Österrike | Michaela Kirchgasser  | 2:32.87 |
| 5         | USA       | Julia Mancuso         | 2:32.96 |
| 6         | Tyskland  | Kathrin Hölzl         | 2:33.02 |

### Slalom
Datum: 16 februari

| Placering | Land      | Namn                       | Tid     |
| --------- | --------- | -------------------------- | ------- |
| 1         | Tjeckien  | Šárka Záhrobská            | 1:43.91 |
| 2         | Österrike | Marlies Schild             | 1:44.02 |
| 3         | Sverige   | Anja Pärson                | 1:44.07 |
| 4         | Kroatien  | Ana Jelusic                | 1:44.41 |
| 5         | Österrike | Kathrin Zettel             | 1:44.73 |
| 6         | Tyskland  | Monika Bergmann-Schmuderer | 1:44.81 |

## Resultat Herrar

### Super G
Datum: 6 februari (uppskjutet från den 3 februari, starten nedflyttad till lillbranten)

| Placering | Land | Namn               | Tid     |
| --------- | ---- | ------------------ | ------- |
| 1         | ITA  | Patrick Staudacher | 1.14.30 |
| 2         | AUT  | Fritz Strobl       | 1.14.62 |
| 3         | SUI  | Bruno Kernen       | 1.14.92 |
| 4         | AUT  | Christoph Gruber   | 1.14.93 |
|           | SUI  | Didier Cuche       | 1.14.93 |
| 6         | CAN  | Erik Guay          | 1.14.95 |

### Kombination
Datum: 8 februari
| Placering | Land      | Namn               | Tid störtlopp | Tid slalom | Tid total |
| --------- | --------- | ------------------ | ------------- | ---------- | --------- |
| 1         | Schweiz   | Daniel Albrecht    | 1.37,66       | 0.51,33    | 2.28,99   |
| 2         | Österrike | Benjamin Raich     | 1.38,24       | 0.50,83    | 2.29,07   |
| 3         | Schweiz   | Marc Berthod       | 1.37,94       | 0.51,29    | 2.29,23   |
| 4         | Schweiz   | Didier Defago      | 1.37,64       | 0.51,86    | 2.29,50   |
| 5         | Norge     | Aksel Lund Svindal | 1.36,84       | 0.52,75    | 2.29,59   |
| 6         | USA       | Bode Miller        | 1.36,64       | 0.53,33    | 2.29,97   |

### Störtlopp
Datum: 11 februari

| Placering | Land    | Namn               | Tid     |
| --------- | ------- | ------------------ | ------- |
| 1         | Norge   | Aksel Lund Svindal | 1:44.68 |
| 2         | Kanada  | Jan Hudec          | 1:45.40 |
| 3         | Sverige | Patrik Järbyn      | 1:45.65 |
| 4         | Kanada  | Erik Guay          | 1:45.67 |
| 5         | Schweiz | Ambrosi Hoffmann   | 1:45.68 |
| 6         | Schweiz | Didier Cuche       | 1:45.69 |

### Storslalom
Datum: 14 februari

| Placering | Land    | Namn               | Tid     |
| --------- | ------- | ------------------ | ------- |
| 1         | Norge   | Aksel Lund Svindal | 2:19.64 |
| 2         | Schweiz | Daniel Albrecht    | 2:20.12 |
| 3         | Schweiz | Didier Cuche       | 2:20.56 |
| 4         | USA     | Ted Ligety         | 2:20.63 |
| 5         | Italien | Alberto Schieppati | 2:20.72 |
| 6         | Norge   | Truls Ove Karlsen  | 2:21.00 |

### Slalom
Datum: 17 februari

| Placering | Land      | Namn                 | Tid     |
| --------- | --------- | -------------------- | ------- |
| 1         | Österrike | Mario Matt           | 1:57,33 |
| 2         | Italien   | Manfred Moelgg       | 1:59,14 |
| 3         | Frankrike | Jean-Baptiste Grange | 1:59,54 |
| 4         | Österrike | Benjamin Raich       | 1:59,57 |
| 5         | Österrike | Manfred Pranger      | 1:59,82 |
| 6         | Kanada    | Michael Janyk        | 1:59,98 |

## Nationstävling
För åkare och fullständiga resultat, se Lagtävlingen vid världsmästerskapen i alpin skidsport 2007.
Datum: 18 februari
Denna tävlingsform hölls för blott andra gången i ett världsmästerskap. Sex deltagare från samma land varav minst 2 herrar och 2 damer, startar i totalt 4 slalom och 4 super G-åk. Varje nation startar med en deltagare i varje åk. Placeringen i varje åk räknas ihop och den nation som har lägst poäng vinner. Om en deltagare inte tar sig i mål får landet 11 poäng.
| Placering | Land      | SG1 | SG2 | SG3 | SG4 | SL1 | SL2 | SL3 | SL4 | Total- poäng |
| --------- | --------- | --- | --- | --- | --- | --- | --- | --- | --- | ------------ |
| 1         | Österrike | 1   | 1   | 1   | 2   | 4   | 4   | 1   | 4   | 18           |
| 2         | Sverige   | 4   | 8   | 4   | 7   | 1   | 2   | 2   | 5   | 33           |
| 3         | Schweiz   | 11  | 3   | 2   | 1   | 2   | 5   | 4   | 11  | 39           |
| 4         | Finland   | 6   | 11  | 5   | 11  | 5   | 6   | 3   | 2   | 49           |
| 5         | Frankrike | 2   | 6   | 6   | 9   | 9   | 11  | 7   | 1   | 51           |
| 6         | Kanada    | 7   | 2   | 3   | 3   | 10  | 8   | 11  | 7   | 51           |
| 7         | Tyskland  | 8   | 9   | 7   | 5   | 3   | 11  | 5   | 6   | 54           |
| 8         | Italien   | 5   | 3   | 9   | 6   | 6   | 9   | 6   | 11  | 55           |
| 9         | Tjeckien  | 11  | 7   | 8   | 11  | 8   | 1   | 8   | 3   | 57           |
| 10        | Slovenien | 3   | 5   | 10  | 8   | 7   | 3   | 11  | 11  | 58           |
| 11        | USA       | 11  | 11  | 11  | 4   | 11  | 7   | 11  | 11  | 77           |

## Medaljligan
| Placering | Nation    | Guld | Silver | Brons | Totalt |
| --------- | --------- | ---- | ------ | ----- | ------ |
| 1         | Österrike | 3    | 3      | 3     | 9      |
| 2         | Sverige   | 3    | 2      | 2     | 7      |
| 3         | Norge     | 2    | 0      | 0     | 2      |
| 4         | Schweiz   | 1    | 1      | 4     | 6      |
| 5         | Italien   | 1    | 1      | 1     | 3      |
| 6         | Tjeckien  | 1    | 0      | 0     | 1      |
| 7         | USA       | 0    | 3      | 0     | 3      |
| 8         | Kanada    | 0    | 1      | 0     | 1      |
| 9         | Frankrike | 0    | 0      | 1     | 1      |

## Individuella medaljligan

### Damer
| Placering | Nation    | Namn                  | Guld | Silver | Brons | Totalt |
| --------- | --------- | --------------------- | ---- | ------ | ----- | ------ |
| 1         | Sverige   | Anja Pärson           | 3    | 0      | 1     | 4      |
| 2         | Österrike | Nicole Hosp           | 1    | 0      | 1     | 2      |
| 3         | Tjeckien  | Sarka Zahrobska       | 1    | 0      | 0     | 1      |
| 4         | USA       | Lindsey Kildow        | 0    | 2      | 0     | 2      |
| 5         | Österrike | Marlies Schild        | 0    | 1      | 1     | 2      |
| 6         | USA       | Julia Mancuso         | 0    | 1      | 0     | 1      |
|           | Sverige   | Maria Pietilä-Holmner | 0    | 1      | 0     | 1      |
| 7         | Österrike | Renate Götschl        | 0    | 0      | 1     | 1      |
|           | Italien   | Denise Karbon         | 0    | 0      | 1     | 1      |
|           |           |                       |      |        |       |        |

### Herrar
| Placering | Nation    | Namn                 | Guld | Silver | Brons | Totalt |
| --------- | --------- | -------------------- | ---- | ------ | ----- | ------ |
| 1         | Norge     | Aksel Lund Svindal   | 2    | 0      | 0     | 2      |
| 2         | Schweiz   | Daniel Albrecht      | 1    | 1      | 0     | 2      |
| 3         | Österrike | Mario Matt           | 1    | 0      | 0     | 1      |
| 4         | Italien   | Patrick Staudacher   | 1    | 0      | 0     | 1      |
| 5         | Kanada    | Jan Hudec            | 0    | 1      | 0     | 1      |
|           | Italien   | Manfred Moelgg       | 0    | 1      | 0     | 1      |
|           | Österrike | Benjamin Raich       | 0    | 1      | 0     | 1      |
|           | Österrike | Fritz Strobl         | 0    | 1      | 0     | 1      |
| 8         | Schweiz   | Marc Berthod         | 0    | 0      | 1     | 1      |
|           | Schweiz   | Didier Cuche         | 0    | 0      | 1     | 1      |
|           | Frankrike | Jean-Baptiste Grange | 0    | 0      | 1     | 1      |
|           | Sverige   | Patrik Järbyn        | 0    | 0      | 1     | 1      |
|           | Schweiz   | Bruno Kernen         | 0    | 0      | 1     | 1      |

## Deltagande länder
60 länder deltog (antalet idrottare inom parentes)
| - Andorra (2) - Argentina (1) - Armenien (7) - Australien (5) - Österrike (26) - Belgien (5) - Bosnien-Hercegovina (9) - Brasilien (3) - Bulgarien (4) - Kanada (20) - Chile (4) - Kina (10) - Kroatien (10) - Cypern (3) - Tjeckien (14) | - Danmark (6) - Estland (2) - Finland (12) - Frankrike (23) - Georgien (3) - Tyskland (18) - Ghana (1) - Storbritannien (4) - Grekland (2) - Ungern (8) - Island (10) - Iran (9) - Irland (4) - Israel (1) - Italien (24) | - Japan (6) - Kazakstan (7) - Kirgizistan (7) - Lettland (8) - Libanon (4) - Liechtenstein (5) - Litauen (3) - Luxemburg (2) - Makedonien (6) - Moldavien (3) - Monaco (1) - Montenegro (1) - Nederländerna (4) - Nya Zeeland (8) - Polen (6) | - Norge (8) - Rumänien (3) - Ryssland (6) - San Marino (2) - Senegal (1) - Serbien (6) - Slovakien (4) - Slovenien (16) - Spanien (6) - Sverige (19) - Schweiz (14) - Turkiet (4) - Ukraina (2) - USA (18) - Uzbekistan (4) |

### Fotnoter
1. ↑  Fakta om mästerskapet Arkiverad 28 oktober 2014 hämtat från the Wayback Machine., läst 2014-06-17.
2. ↑  SR:s summering efter mästerskapet, läst 2014-06-17.